# 黒田之勝
黒田 之勝（くろだ ゆきかつ）は、筑前東蓮寺藩の第2代藩主。福岡藩2代藩主黒田忠之の次男。

## 略歴
寛永16年（1639年）11月、叔父で東蓮寺藩主であった黒田高政が嗣子無くして死去したため、翌年に高政の養嗣子としてその跡を継いだ。しかし之勝も娘1人だけしか生まれず、寛文3年（1663年）7月25日に江戸麻布の藩邸にて死去した。享年30。
福岡藩3代藩主の兄光之の三男・長寛（後の福岡藩4代藩主黒田綱政）が養嗣子として跡を継いだ。